# Station Głuchołazy Miasto
Station Głuchołazy Miasto is een spoorwegstation in de Poolse plaats Głuchołazy.